# Rhinolophus perditus
Rhinolophus perditus — вид рукокрилих ссавців з родини підковикових.

## Таксономічна примітка
Таксон відділено від R. cornutus; може включати imaizumi.

## Середовище проживання
Країни проживання: Японія.

## Спосіб життя
Цей вид ночує в природних печерах, покинутих шахтах, підземних водопропускних трубах і бомбосховищах. У травні самки утворюють родильні колонії від сотень до понад 1000 особин і народжують поодиноких дитинчат. Цей вид харчується в основному лускокрилими, твердокрилими, перетинчастокрилими та двокрилими.